# John Hugh MacDonald
John Hugh MacDonald (* 3. April 1881 in Maryvale, Nova Scotia; † 17. Januar 1965 in Edmonton, Alberta) war ein kanadischer römisch-katholischer Geistlicher und Erzbischof von Edmonton.

## Leben
MacDonald absolvierte ein Studium der Theologie und empfing am 21. Dezember 1906 durch den Bischof von Antigonish, John Cameron, die Priesterweihe.
Am 11. August 1934 wurde er zum Bischof von Victoria ernannt. Die Bischofsweihe spendete ihm am 25. Oktober desselben Jahres Erzbischof Andrea Cassulo, Mitkonsekratoren waren James Morrison, Bischof von Antigonish und Joseph Anthony O’Sullivan, Bischof von Charlottetown.
Am 12. Dezember 1936 wurde MacDonald zum Koadjutorerzbischof von Edmonton und Titularerzbischof von Mocissus ernannt. Nach dem Tod von Henry Joseph O’Leary am 5. März 1938 folgte er als Erzbischof nach. Nach seiner Emeritierung am 11. August 1964 wurde er zum Titularerzbischof pro hac vice von Mediana ernannt.
MacDonald starb am 17. Januar 1965 im Alter von 83 Jahren in seiner Bischofsstadt.